# Maurice Raskin (résistant)
Pour l’article homonyme, voir Maurice Raskin.
 (décembre 2014).
Si vous disposez d'ouvrages ou d'articles de référence ou si vous connaissez des sites web de qualité traitant du thème abordé ici, merci de compléter l'article en donnant les références utiles à sa vérifiabilité et en les liant à la section « Notes et références ».
Maurice Raskin est un résistant belge, né à Kessel-Lo le 8 avril 1906 et mort au Fort de Breendonk le 10 mai 1943.

## Biographie
Soldat-milicien en 1926-1927, il effectue son service militaire en Allemagne occupée, à Aix-la-Chapelle. Mobilisé le 1er janvier 1940, il se retrouve en première ligne sur le canal Albert au moment de l'invasion. Prisonnier de guerre et déporté en Allemagne jusqu'en novembre 1942, il rentre par ruse en Belgique où il s'engage dans la résistance.
Le 13 avril 1943, il participe à Bruxelles avec Arnaud Fraiteur et de André Bertulot à l'assassinat du journaliste et critique d'art Paul Colin, directeur et rédacteur en chef du quotidien Le Nouveau Journal, que celui-ci avait fondé en 1940 pour diffuser ses idées de collaboration avec l'occupant allemand.
Arrêté le jour même, il est torturé dans les locaux de la Gestapo à l'avenue Louise et emprisonné à Saint-Gilles. Raskin, Bertulot et Fraiteur sont condamnés à mort par le Conseil de Guerre de l'Obberfeldkommandantur de Bruxelles, et exécutés par pendaison au Fort de Breendonk le 10 mai 1943.